# ニッポニアニッポン
『ニッポニアニッポン』は、2001年（平成13年）に『新潮』6月号に発表され、同年新潮社から刊行された阿部和重の中編小説。2001年第125回芥川賞候補作、翌年三島賞候補作に挙げられる。

## 概要
阿部和重の出身地である山形県東根市神町を舞台に、ひとりの引きこもり少年が日本の将来を憂え、日本を救うために、新潟県佐渡島にある佐渡トキ保護センターにいるトキの「救出」を目論むまでを描いた作品。新潮文庫版の解説で精神科医の斎藤環は、阿部自身のインタビューを引きながら、本作が「三島由紀夫の『金閣寺』と大江健三郎の『セヴンティーン』の融合」を企てたものであることを指摘している。また斎藤は、登場人物の本木桜の名前は『カードキャプターさくら』の木之本桜に、瀬川文緒の名前は『おジャ魔女どれみ』の瀬川おんぷに由来しているとも指摘している。

## あらすじ
17歳の引きこもり少年・鴇谷春生は自分の名前に「鴇」の一字があることから、日本の特別天然記念物であり、絶滅危惧種であるトキ（学名：Nipponia nippon）にシンパシーを寄せ、またその「絶滅危惧種」＝守るべきもののイメージを、自身が思いを寄せるかつての同級生・本木桜にも投影する。だがやがて「トキ＝本木桜」に危機が訪れていると感じ始めた春生は、「トキ＝本木桜」の救出のために「ニッポニアニッポン問題の最終解決」という計画を立て、その実行のために、2001年10月14日、新潟県佐渡にある佐渡トキ保護センターへと旅立っていく…。